# Fudzsivara no Teika
Fudzsivara Szadaie, ismertebb nevén Fudzsivara no Teika (1162 – 1241. szeptember 26.) japán költő, kritikus, kalligráfus, novellaíró, írnok, és a késő Heian és korai Kamakura időszakok tudósa. Óriási hatása volt, a legnagyobb japán költők között tartják számon és az 5 sorból és 31 szótagból álló ősi költészeti forma, a vaka legnagyobb mestere. Teika kritikai gondolatai a költészeti alkotásokról nagy hatást gyakoroltak és egészen a Meidzsi-korszakig kutatták őket.
Egy költőnemzetség tagjaként, a neves költő Fudzsivara no Shunzei gyermekeként született. Miután a nyugalmazott császár, Go-Toba (ur. 1183–1198) felfigyelt rá, Teika megkezdte hosszú és kiváló karrierjét, amely több esztétikai korszakon is átívelt. Go-Tobával való kapcsolata eleinte szívélyes volt és antológiák összeállításához vezetett, de később Teika száműzetéséhez vezetett. Az ő leszármazottai és eszméi domináltak még évszázadokig a klasszikus japán költészetben.

## Életrajz

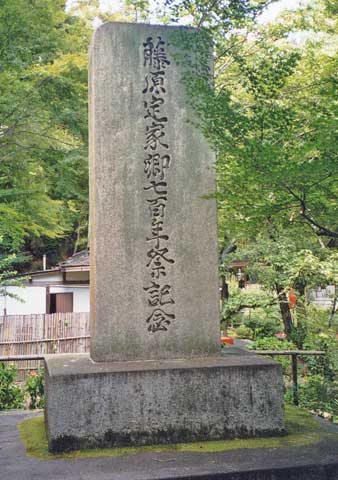
Fudzsivara no Teika emlékmű, Ogura, Kiotó

### Családi háttér
Teika az előkelő, udvari Fudzsivara klánnak távoli, oldalági családjába született 1162-ben, nem sokkal az után, hogy a Hógen-lázadás következtében a Fudzsivarák elvesztették politikai vezető szerepüket a császári udvarban. A család azon ága, amelybe Teika is tartozott, az udvarban a Mikohidari család mellé állva keresett tekintélyt és hatalmat. Ez a hozzáállás nem volt szokatlan; a kiterjedt klánok nem voltak képesek a klán főágával (vagy más klánokkal a junior státuszuk miatt) nyíltan politikai versenyre kelni, csak a korlátozottabb esztétikai törekvésekben. (A Mikohidari klán, ismertebb nevén Miko klán, a Fudzsivarák alárendeltjei voltak, Fudzsivara no Micsinaga hatodik fia, Fudzsivara no Nagaie (1005-1064); a Mikohidari nemzetség együttműködött az Fudzsivarák eredeti, Kudzso nemzetségével, akik szintén a Rokudzso család ellen voltak.)
Teika nagyapja a tiszteletre méltó költő, Fudzsivara no Tositada. Az apja Fudzsivara no Sunzei volt (1114–1204), ismert és meglehetősen tisztelt költő (és a költészeti versenyek bírája), aki összeállította a vaka hetedik Imperial antológiáját (a Szenzai Vakashú-t). A nővére szintén a vaka és renga jó és tiszteletbeli költőjévé vált, akit kengozenként vagy Sunzei nővéreként ismertek, akit néha költői tanácsokért keresnek fel. Az idősebbik bátyja, Fudzsivara no Nariee (néha “Nariie”-ként) sikerese lehetett volna, de közel sem annyira, mint lánytestvére. Teika nevelő testvére, Dzsakuren pap vagy "Szadanaga" (1139-1202) sikeres lett volna, bár karrierje tragikusan véget ért, mivel Sunzei örökbefogadta, miután Sunzei öccse elhunyt.

### Karrier
Teika célja, mint a nemzetség mellékágának legidősebb tagja, hogy megőrizze apja hírnevét a költészetben és növelje sajátját is (ezáltal az udvarban javítsa klánja politikai helyzetét). Míg az életére visszatérő betegsége rányomta a bélyegét, de részben apja még mindig tartó befolyásának az udvarban, valamint a nyugalmazott császár Go-Toba pártfogása bizonyítottan hozzávezették a fiatal és tehetséges költőt a legnagyobb sikereihez.

#### Go-Toba pártfogása
A nyugalmazott császár, Go-Toba a lemondása utáni második évben (1200, a Sodzsi-éra 2. éve), bejelentette, hogy versenyt rendez költőknek. A nyugalmazott császárok, miután megszabadultak szigorúan szabályozott hivatali kötelességektől és politikai gondjaiktól, sokkal nagyobb befolyással rendelkeztek, mint az aktuális császár. Go-Toba 20 éves volt mikor lemondott tisztségéről. Tehetséges volt a lute hangszer használatában, képviselte az udvar hagyományos értékeit, a go játékban kiválóan szerepelt, kedvelte a lovaglást, íjászatot, kutyavadászatot és a kardforgatást.
Ezekre az elfoglaltságokra hobbiként tekintett, amelyeket gyakran váltogatott. Ezek közül az egyik hobbi a költészet támogatása, különösen a vaka stílusé. Azonnal lemondása után rendezett kettő versíró versenyt, melyek mindegyikén számos kiemelkedő költő vett részt. Összesen 100 meghatározott stílusban (vaka) és témában születtek alkotások, amelyeket ma hjakusú néven ismer a költészet. Az első verseny nagy politikai jelentőséggel bírt, ha egy klán költője lenyűgözte az erőteljes és fiatalos Go-Tobát, akkor a klán juttatásokban részesülhetett
Teika a naplójában feljegyezte, hogy izgatottan várta az esélyt, hogy fejlessze magát. 38 éves lett, mire felismerte saját költői tehetségét, de a karrierje stagnált, mivel tagja volt a baloldali palotai testőrségnek 20 évig, így senki nem támogatta közel 10 éven át. Ő volt a baloldali palotai testőrség kisparancsnoka, így kilátástalan volt a további előrelépés.

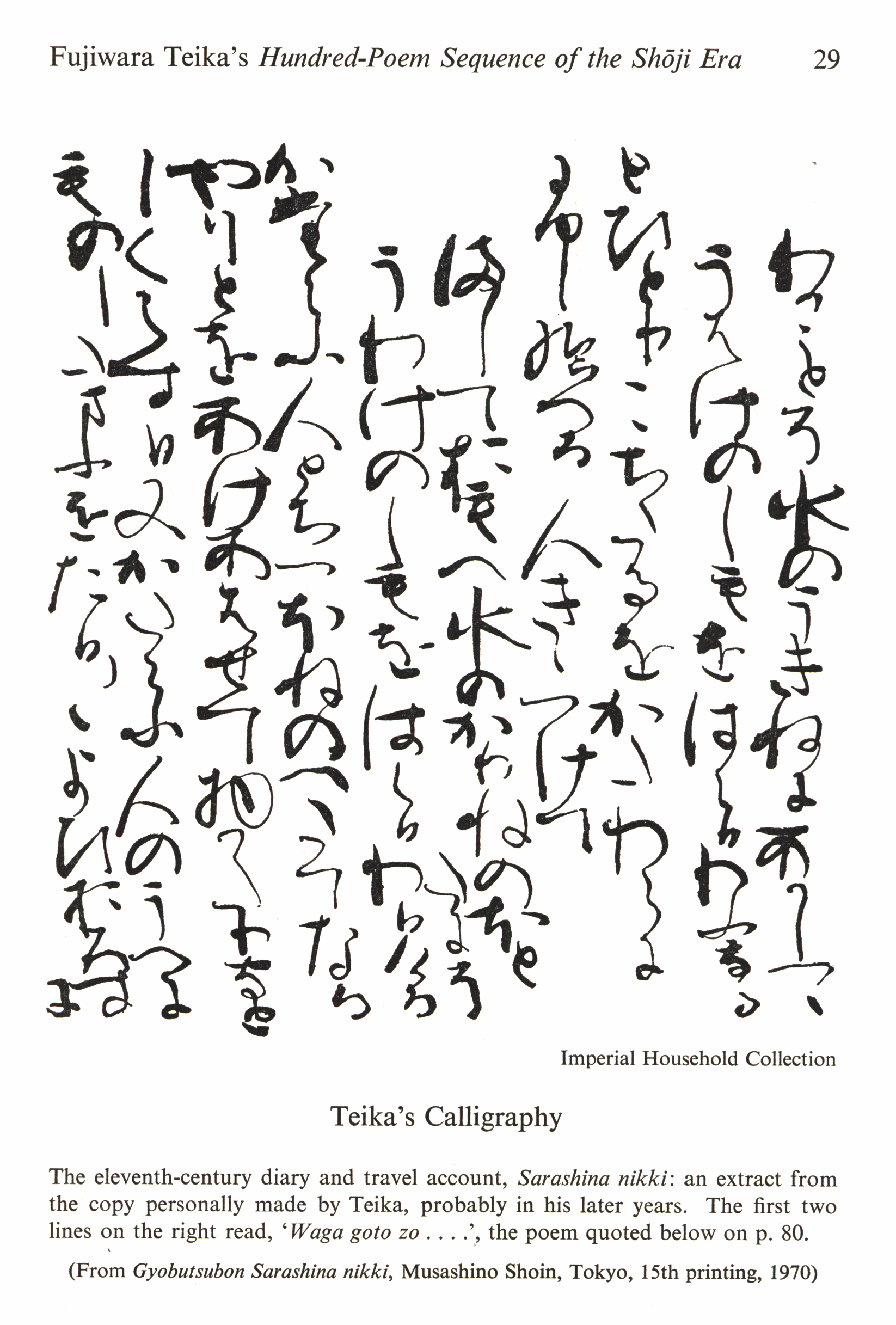
Példa Teika kalligráfiájára; ez egy részlet, a Szugavara no Takaszuke no muszume-ból, a szarashina napló

Komoly politikai problémái voltak. Jelentősen csökkent a befolyása a Kudzsóknak, akik támogatták őket a császárnál. Minamoto no Micsicsika (1202-ben) birodalmi körökbe vettette be magát Go-Tobának a volt nevelőnőjén keresztül. Ezzel a befolyással Micsicsika adoptált lánya Go-Tobának a szeretője lett (ezzel Micsicsikát a visszavonult császár apósává téve) és a lány ezután megszülte az első utódot 1195-ben. Az ez által hozott szégyen vezette Go-Toba első feleségét Ninshi-t hogy visszavonuljon az udvartól. Mivel Ninshi volt a lánya a Kudzsók vezetőjének, Kudzsó Kanezanének a család befolyása hatalmas mértékben csökkent az udvarban, annyira hogy Kanazanét és Yosicunét elbocsátották az udvartól 1196-ban (1206, Yosicune volt ez elnök). Ezek az események Teikának a kilátásait is csökkentették. Teika kifejezte csalódottságát a költészetén keresztül, ahogy ezen a példán is látszik. Ezt a verset akkor írta, mikor nem léptették elő a tavaszi listán 1187-ben (végül 1190-ben előléptették, de abban az évben halt meg jó barátja Szaigjó, így nem tudott örülni a helyzetnek).
| Magyaros átírás                                                            | Magyar fordítás |
| tosi furedo kokoro no haru va joszo nagara nagamenarenuru akebono no szora | Egy újabb év eltelt És a tavasz még mindig nem melegítette fel szívemet Ez semmit sem jelent számomra De most már megszoktam Hogy bámulom az eget hajnalban. |
|                                                                            | |

Teika kezdetben nem volt meghívva a Rokudzsó klán vezére és Micsicsika miatt. Szuecune és Teika ellenségek voltak, mivel pár hónappal korábban Teika megalázta Szuecunét úgy, hogy hamis költőnek nevezte és publikusan kijelentve, hogy ő nem hajlandó egy versenyben részt venni vele. A bosszúja jól sikerült, Teika mérgesen írta a Meigecukijába az alábbiakat: 
„Sose hallottam olyan dologról, hogy csak idősebb költőket választanak (ezt arról az ürügyről írta, amit arra akartak használni, hogy kizárják őt a versenyből). Egyértelműen Szuecune kezét látom a dolgokban, valakinek a megvesztegetésével próbálnak kihagyni. Szuecune és Tsuneie kell, hogy legyen... az az egész család. Nos, nekem nincs semmi megbánásom, mivel amúgy sincs semmi esélyem már. De azért írtam titokban Kincunének szóval végül valami csak kijön ebből a helyzetből. Ő azt válaszolta, hogy még van esély bármire.”
|  | „Megtudtam, hogy nem a császár döntötte el a szabályokat a száz verses versenyben. Az egész Micsicsika munkálkodása. Úgy érzem, undorral tekintek rá.” |
|  | |

Ebből látszik, hogy nem a császár döntött a szabályokról a száz verses versenyben, valószínűleg az egész Micsicsika befolyása alatt állt.
Végül Micsicsika elbukott, Teika felszólalása után, amikor Sunzei is beleszólt az ügybe egy ékesszóló levéllel, amelyet Go-Tobának írt (a levél a jól ismert vadzsi szodzsó, „Fellebbezés japánul”). Ebben azt taglalta, hogy ilyen kizárásnak nem szabadott volna megtörténnie, és eddig még nem is történt, hiszen csak az ellenfél féltékenysége motiválta az egész eseményt.
|  | „ Mostanában, akik költőnek nevezik magukat, mind silányak. Az általuk elkészített verseket kellemetlen hallgatni, terjengősek és hiányzik belőlük minden ravaszság.” |
|  | |

Ahogy Keene írja, „Ő elítélte Szuecunét, tudatlan személynek nevezte, és ösztökélte Go-Tobat, hogy ne hagyja magát félrevezetni Szuecune fondorlataival”.  Go-Toba megenyhült, mivel nagyon tisztelte őt. Megengedte Teikának és két másik fiatalabb költőnek, Fudzsivara no Ietakának, (1158/1159-1237, Dzsakuren adoptált fia, Sunzei tanítványa) és Takafuszának (1148–1209), hogy részt vegyenek a versenyen. Teika nagyon örült ezeknek az eseményeknek.
|  | „Korábban a mai reggel folyamán érkezett egy levél Kincune úrtól, hogy tegnap este az előző császár parancsot adott ki, melyben azt kérte, hogy engedjék meg bevételemet a versenybe. Ennek a hírnek hallatán, hogy hozzáadtak a listához, hatalmas öröm költözött belém. Bár ezentúl nem tudnak akadályozni, biztos vagyok benne, hogy ezeknek a gonosz embereknek a machinálásának volt köszönhető minden. És ezt csak úgy tudtam megakadályozni, hogy elhasználtam minden reményemet és imádságomat erre és a következő életemre is.” |
|  | |

Ezek után Teika megállás nélkül dolgozott több, mint két hétig, hogy befejezze minden szekvenciáját és végül leadta a Sódzsi hjakusút egy nap késéssel. Go-Toba annyira kíváncsi volt, hogy azonnal elolvasta a verseket. Go-Toba személyes titkára, Minamoto Ienaga naplót írt (Minamoto Ienaga napló), amiben dicsőítően jegyzetelt Go-Toba akkoriban tanusított költészeti aktivitásairól and. Arról ír, hogy Teika 100 verses sora pontosabban a 93. vers volt az, ami miatt Teika megkapta azt a különleges engedélyt, hogy megjelenjen a visszavonult császár előtt, ezzel jelezve, hogy mind a száz verse egyformán nagyon jó minőségű lett. Go-Toba közbenjárására több verset vettek be ezek közül, mint bármely más forrásból a Sin Kokinsúba (kivéve a hatalmas költészeti versenyt, ami 1500 körből állt).
| Magyaros átírás                                                                 | Magyar fordítás |
| Kimi ga jo ni Kaszumi o vakesi Asitazu no Szara ni szavabe no Ne o ja nakubeki. | A mi Urunk kegyes uralmában Vajon még mindig van okunk hangosan kiáltani Ahogy a daru is teszi? És most a szárak elpusztulnak a mocsaras nádban Távol a tavaszi homály felhőitől? |
|                                                                                 | |

Különlegesség, hogy ez a vers egyaránt jó példája a dzsukkai (személyes sérelmek) műfajnak, amire először Minamoto no Ienaga mutatott rá, hogy ez egy célzás egy régebbi eseményre, amikor Sunzei megkérte az akkor még 14 éves császárt, hogy bocsásson meg Teika-nak, amiért megdobta őt egy gyertyatartóval (Go-Sirakava válasza megmaradt a Senzai Vakasu című császári antológiában). Ez a célzás közvetített csekély reményt arra, hogy ahogy Sunzei verse megoldotta a problémát annyi évvel ezelőtt Go-Sirakava uralkodása alatt, most Teika verse meg tudja nyerni az uralkodó meghívását annak ellenére, hogy milyen kapcsolata van a szégyenteljes Kudzso üggyel.
| Magyaros átírás                                                          | Magyar fordítás |
| Asitazu no Kumodzsi majoisi Tosi kurete Kaszumi o szae ja Hedatehacubeki | Most, hogy az év Bezárt, elvesztve útját A felhők birodalmának ösvényén Meg kell-e tartani a darut Egy új tavasz homályában is? |
|                                                                          | |

Ezek után Teika es Go-Toba közeli és produktív kapcsolatot ápoltak. Teika olyan magas minőségű munkákat készített, hogy a volt császár kinevezte a Nyolcadik Birodalmi Versgyűjtemény, a Sin Kokinsu (1205, Új Gyűjteménye a Japán Művészetnek, Ősi és Modern) hat költőjének egyikévé (ami vaka költeményeket foglalt magába). A gyűjtemény alapjául Go-Toba a sikeres száz verses verseny után írt versei szolgáltak. A munka előrehaladásának érdekében Go-Toba újranyitotta az egykori intézményt, a Költészetek Irodáját 1201 hetedik hónapjában 15 támogató taggal, akik részt vettek sok költészet versenyben és hasonló tevékenységekben. Közülük választották ki azt a hatot (Minamoto Micsitomo, Fudzsivara Ariie, Teika, Fudzsivara Ietaka, Fudzsivara Maszacune és Dzsakuren, aki elhunyt még a befejezés előtt és nem is váltották fel), akik létrehozták a Sin Kokinsút az 1201-es év tizenegyedik hónapjában. (Minamoto Ienaga már nem Go-Toba személyi titkára volt, hanem inkább a fordítóknak segített.)
Megtiszteltetésül a Sin Kokinsú létrehozásában való közreműködéséért nem csak bevették a kánonba Teika 46 versét (közülük három a Sódzsi Hjakusúból volt), hanem még 1232-ben ki is nevezte a visszavonult császár, Go-Horikava, hogy megírja a kilencedik Birodalmi Antológiát, a Sincsokuszen Vakasút (1250, Új Birodalmi Gyűjtemény). Teika volt az első ember, aki két birodalmi antológiának az elkészítésében is közreműködött.

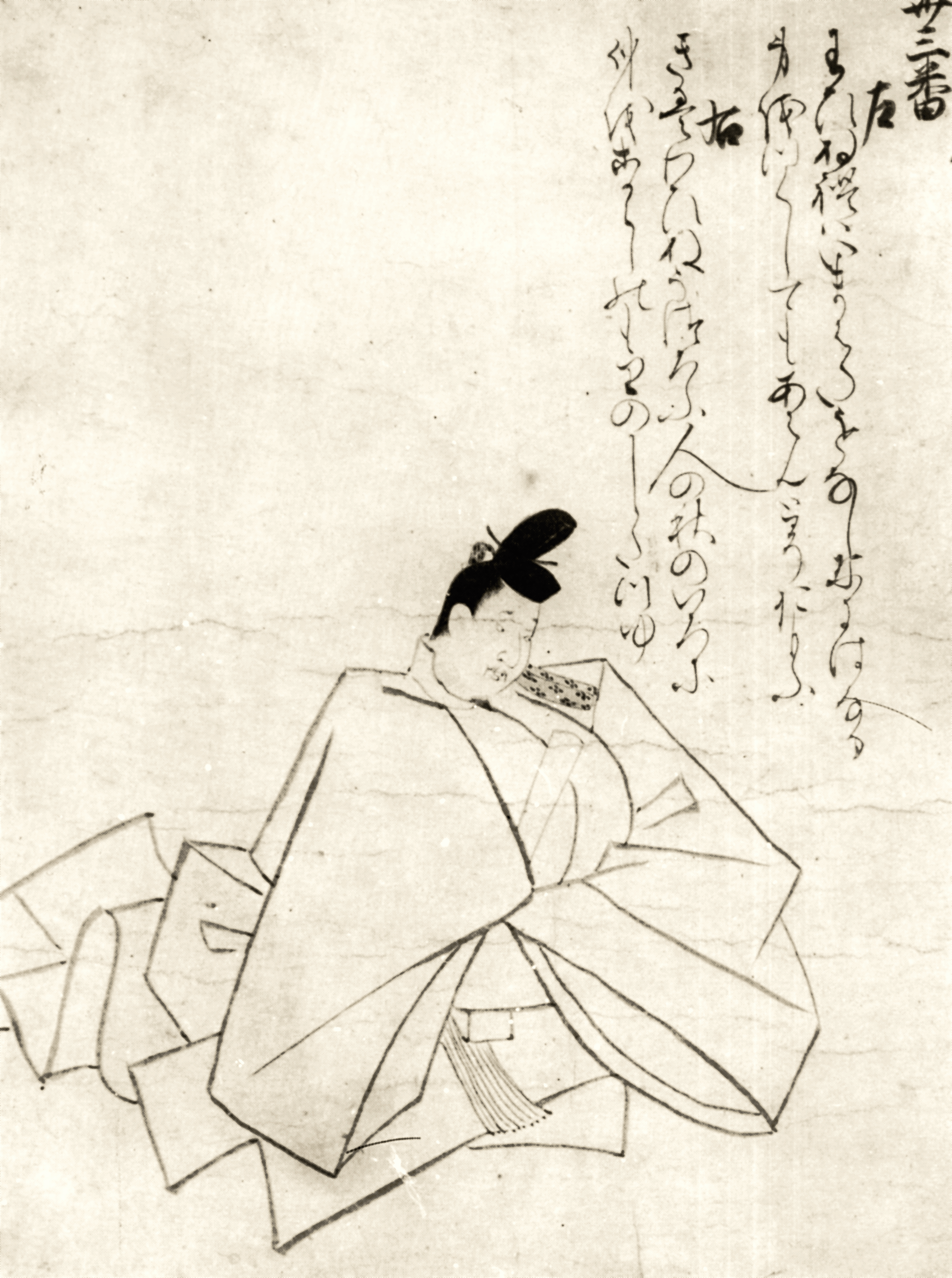
Egy festmény Teikáról, valószínűleg Teika fia, Tameie készítette

#### Teika és Go-Toba vitája
Ez a kedvező pártfogás és együttműködés végül megromlott, bár Teika kapcsolata Dzsuntoku császárral és Minamoto no Szanemoto néhány dologban elmélyült, mint például, miképp kellene használni az „asszociációt és progressziót” költői kifejezésekben.  100 vers között általában néhány témából voltak versek (gyakori csoport volt a négy évszak akárcsak a szerelem is). A versek általában egységbe rendezett témájúak voltak, melyek ugyanazzal a tárggyal foglalkoztak, egyre előrébb haladva, szintről szintre (például a szerelem folyamata a magánytól halad a szerelembe esés felé, onnan egy érett kapcsolattá, majd ennek végével szomorúságba), vagy pedig előző versek eleminek azonosításával foglalkoztak (egy technika mely később a renga folyamatok középpontja lesz). Go-Toba következetesen használta ezeket a technikákat, míg Teika kiszámíthatatlanul. A Sin Kokinsú összeállításának ideje alatt más különbségek is voltak különösképpen, hogy milyen széles körben írnak verseket:
|  | „„Egyes helyzetekben, mint a jelenben, ahol Go-Toba kiválasztott néhány olyan ember verseit, akikről még senki sem hallott, akiknek nevei a teljes homályba merültek nemzedékeken át és kik még csak most kezdtek figyelmet vonzani. Egy költőtől fejenként akár 10 verset is felhasznált és ilyen helyzetben nincs semmi különbség számomra abban, hogy negyvenvalahány verset kiválaszt, vagy, hogy egy, vagy több pontot ad Ietakának. A volt felső vezetők mostani döntése úgy állítja be, hogy ő inkább a költők személye, mint hogy a versek minősége alapján döntött – ez egy elég kérdéses eljárás. versek minősége alapján döntött- ez egy elég kérdéses eljárás.” |
|  | |

Teika elégedetlensége sokkal jelentéktelenebb módon mutatkozott meg, mint például, amikor 1205-ben (300 évvel a Kokinsú befejezése után) nem volt hajlandó részt venni egy bankettben, amikor a Sin Kokinshú hivatalos befejezését ünnepelték, mert eddig nem volt példa ilyen rendezvényre (nyilvánvalóan nem volt meggyőződve arról, hogy a Nihonsoki befejezését egy ilyen rendezvénnyel kellene megünnepelni). Go-Toba válaszképpen kizárta Teikát a Sin Kokinsú felülvizsgálásából (bár hivatalosan már befejezték, mire megtartották a bankettet, de a japán előszó még csak nagyon nyers vázlatban létezett; és mivel Go-Toba ezt követően tovább folytatta a versek válogatását, a végső kiadást csak körülbelül 6 évvel később, az 1210. hónap kilencedik hónapját követően tudták elkészíteni a Go-Toba még ezután is folytatta, egészen a haláláig, bár a későbbi változatok nem maradtak fenn). 
Emellett nyilvánvalóan súlyos személyes nézeteltérésük volt, például egyszer Go-Toba írta, miután Teika költészetét dicsérte, hogy:
|  | „„Ahogyan Teika viselkedett, mintha teljesen ismerné a költészetet, az rendkívüli. Különösen akkor, mikor a saját véleményét védte, mint a férfi, aki ragaszkodott ahhoz, hogy a szarvas, az egy ló. Teljesen figyelmen kívül hagyja mások véleményét, minden érvet és meg sem hallgatja azt, amit más emberek mondanak.”” |
|  | |

(A szarvas és ló anekdota a kínai Csao Kaóra utal (i.e. 207), aki egy szarvast hozott a császári udvarba, és felháborodva állította, hogy márpedig ez egy ló. Ezután többen, a tisztviselők közül egyetértettek vele és nem vették figyelembe, hogy a császár rámutatott arra, hogy az egy szarvas.)
Donald Keene úgy véli, hogy mivel Teika egyre fontosabbá vált, nem volt hajlandó arra, hogy ellentmondást nem tűrően engedelmeskedjen Go-Tobának. A későbbi években Go-Toba nem csupán Teika személyiségével foglalkozott, hanem a költészetével is, Teika liberálisabb stílusára panaszkodva, hogy Teika (többek között) nem fordított semmiféle figyelmet verseinek témájára. Emiatt az utóbbi időben a kezdők is ilyenek lettek. Ez felháborító. 
Csak akkor érhetünk el bármiféle érdeklődést, ha egy témára összpontosítunk és az egész vers erre koncentrál. Ez a modern stílus puszta gondatlanság. Elengedhetetlenül fontos, hogy a költemények összetett témákról szóljanak, a helyes módon.
Mindenesetre a legsúlyosabb eseményekből kettő volt, először 1207-ben, majd a következő 1220-ban. 1207-ben a Go-Toba úgy döntött, hogy 46 tájképet hoz létre a Szaisó Sitennó-templom számára, amelyet 1205-ben építtetett (érdekes módon, látszólag „annak érdekében, hogy isteni segítséget szerezzen a feudális kormány megdöntésében”). Mindegyik képhez tartozik egy vaka, amely a tájképet írja le, amelyeket egy vezető költő válogat össze, hogy a szükséges 46 vers a lehető legjobb legyen. Természetesen Teikát is felkérték a közreműködésre, de Go-Toba ezt elutasított, de nem a miatt, mert rossz volt a vers, hanem mert Keene szavaival élve ez egy „rossz minta”. (A festmény „Ikuta fája”, egy híres és festői erdőt ábrázol, amely a Szeccu tartomány Ikuta szentélyéhez, a mai Kobe szentélyhez kapcsolódik, híres volt arról, hogy itt volt a Minamoto és Taira klánok közötti csatatér, valamint a festői szépségéről). Teika, akit már nagyon bosszantott a versenyt érintő minimális tájékoztatás és a versek összeállításához rendelkezésre álló idő hiánya (két nappal az után, hogy először tudomást szerzett a versenyről) elkezdett panaszkodni Go-Toba miatt, és költői ítélőképességét kezdte kritizálni, mind a Sin Kokinsú, mind pedig a festményekhez kiválasztott versek tekintetében. Ennek az incidensnek semmi visszhangja nem volt, viszont a sértés megtörtént.
A második esemény 1220. év második hónapjában történt és Teika két költeményének előszavában is írt erről, amik a személyes versgyűjteményében, a Súgusóban voltak. Annak a hat évnek az eseményeiről, mikor olyan események történtek, mint például Teikát elűzték Go-Toba udvarából, vagy Go-Toba részvétele a Dzsúkjó háborúban, Teika naplójában nincs említés. Teikát felkérték, hogy vegyen részt a rendezvénysorozaton, a második hónap 13. napján, de ő visszautasította azzal az indokkal, hogy ekkor van édesanyja halálának 26. évfordulója (1194-ben hunyt el.) Go-Toba és hivatalnokai több levélben is sürgették, hogy jöjjön el. Végül elment, de csak két vakával érkezett. A két vers fejléce: 
|  | „ „Miután a Sokju második évében (1220) a második hónap tizenharmadik napjára meghívtak a palotába az összegyűlt költőkhöz, kértem, hogy kapjak felmentést rituális megszentségtelenítésre hivatkozva, hiszen ezen a napon van édesanyám halálának évfordulója. Nem is gondoltam erre többet, de a kijelölt nap estéjén a levéltáros Iemitsu érkezett egy levéllel, amit a volt császár küldött. Ebben a levélben az állt, hogy mivel nem voltam ott nem tartozom számadással, az évforduló szentsége miatt, de mennem kell mindenképpen legközelebb. Én ezt ezután is visszautasítottam, de a volt császár még két levelet küldött annak érdekében, hogy megjelenjek, így gyorsan megírtam az alábbi két verset és magammal hoztam.”” |
|  | |

Az első vaka meglehetősen ártalmatlanul kritizálta Go-Tobát, de a második már nyíltan rámutatott, hogy támadja Go-Tobát, amiért kényszerítette, hogy részt vegyen a versenyen, mikor Teika édesanyának emlékét ünnepelte volna, és ezt Go-Toba nem kezelte kellő tisztelettel. (Az utolsó sor egy japán kifejezés, amely a „kettős gyász”-ra utal.)
| Magyaros átírás                                                       | Magyar fordítás |
| Micsinobe no Nohara no janagi Sitamoenu Avare nageki no Keburikurabe. | A fűzfák alatt Az út melletti mezőn A fiatal hajtások bimbóznak Egy versenyben, amelyben Sajnos kettős gyász rejlik. |
|                                                                       | |

Go-Toba úgy látta ezt a támadást, mint a hálátlanság és a sorozatos sértések csúcspontja ez volt az utolsó csepp a pohárban, ami ahhoz kellett, hogy Go-Tuba kitiltsa a versenyből Teikát. Tehát elűzte őt az udvarából, a száműzetés több mint egy évre szólt. Ez a viszály elszomorította a költészet híveit.

#### Teika a befolyás alatt
Ebben az elidegenedésben a másik lehetséges tényező a politika volt. Teikának abban a szerencsében volt része, hogy 1209-ben kiválasztották az új, fiatal sógun, Minamoto no Szanetomo mellé költészet tanárnak. A sógunátus és a császárok között versengés volt. Teika Saetomo bevezető tanulmányát az oktató jellegű gyűjteményéhez címezte, Kindai Suka (A Mi korunk legkiválóbb versei) valamint a költészetéről szóló tanulmányához (Maigecuso, Havi jelentések), ami valószínűleg rosszul érintette őt.
Go-Toba Teika ellensége lett. Teika szerencséjére Go-Tobát a Kamakura sógunátus Oki szigetére száműzte egész életére 1221-ben, miután Go-Toba az általa régóta gyűlölt sógunátus ellen egy sikertelen lázadást (Dzsokjú-lázadás) vezetett.
Ebben a periódusban Teika politikai helyzete javult, hiszen Go-Toba száműzetése után Teikát kinevezték a kilencedik császári antológiának, a Sicsokoszen Vakasúnak az összegyűjtésére (Új Birodalmi Kollekció, befejezve: 1234)
Ezt a nagy megtiszteltetést a konzervatívokon kívül rosszul fogadták. Sunzei lánya kijelentette: „Ha nem Teika készítette volna, akkor sem fogtam volna soha a kezembe.” (Ezt egy levélből tudjuk, melyet Teika fia, Fudzsivara no Tameie kapott.) Ő és mások is bírálták azt, hogy nyilvánvalóan szándékosan kizárták azokat a verseket, amelyeket a három visszavonult császár készített a Dzsókjú-lázadás után. Ezt a hiányt vagy annak tulajdonították, hogy Teika bosszút akart állni, vagy annak, hogy nem akarta megsérteni a Kamakura-sógunátust.
1232-ben Teika 70 évesen a „Gon Csunagon” udvari rangra emelkedett (tevékeny középső tanácsos).
Bár Teika szerencséje javult, de így sem tudta elkerülni az ínségeket és katasztrófákat, amelyek akkoriban az országot sújtották és tönkretették és ezek súlyosbították a betegségeit: 
|  | „Ma a szolgálóm ásta a kertet (az északit) és búzát telepített. Még ha nő is egy kicsit, akkor sem tudja majd elűzni az éhségünket ebben a rossz évben. Ne gúnyolj engem! Milyen más cselhez tudna folyamodni ez a szegény öregember?” (Meigecuki, tizedik hónap tizenharmadik napján, 1230)” |
|  | |

|  | „Az éhezéstől az emberek ott, ahol vannak, összerogynak, és halott testek feltöltik az utcákat. Minden nappal egyre emelkedik a halott emberek száma… A bűz már majdnem elérte a házamat is. Éjjel és nappal egyaránt az emberek a karjaikban viszik a halottakat, már annyit, hogy meg sem lehet számolni őket.” (Meigecuki, hetedik hónap második napján, 1231)” |
|  | |

Életének kései szakaszában kísérletezett a saját stílusának, az usin-nak, finomításával, írásával és tanításával. A kritikai alkotásai, valamint az általa tanulmányozott és másolt kéziratok mellett kísérletezett a renga akkori fiatal és kiforratlan formájával. „Ez nyújt élvezetet számomra a szenilitásomban.” 1241-ben, Kiotóban halt meg és egy Sokokudzsi nevű buddhista templomban temették el.

### Leszármazottai
Egy, a 27 gyermeke közül (akik különböző anyától születtek), aki egy a kettő törvényes gyermeke közül Fudzsivara no Tameie (1195-1275, úgy emlékezik rá a történelem, mint egy vonakodó örökösre, hiszen fiatalként inkább közelebb állt az udvari labdarúgáshoz, a kemarihoz, Go-Toba biztatására, mint a költészethez) gondozta Teika költői örökségét. 
Tameie leszármazottjai három ágra oszthatók: a konzervatívabb, idősebb Nidzsó ág, amit a legidősebb fiú, Nidzsó Tameudzsi (1222-1286) alapított. A Fudzsivara no Tamenori (1226-1279) által alapított középső Kjógoku ág, amely (még, mielőtt 1332-ben kihalt volna Fudzsivara no Tamekane halálával) összeolvadt a Reizei ággal, Abucu-ni nővér tanácsára. És a legfiatalabb, liberálisabb Reizei ág, amelyet Tameie legfiatalabb fia, Fudzsivara no Tameszuke (1263) és Abucu (1283 körül, híres költő és naplóíró, legemlékezetesebb munkája egy napló, az Iszajoi Nikki, más néven a Fogyó Hold Naplója, amelyben feltárta jogi küzdelmét, hogy rábírja a Kamakura-sógunátust, hogy állítsák meg Nidzsó Tameudzsit, aki el akarta venni Reizei Tameszukétól a főváros közeli Hoszokava-birtokot).
Teika jelentőségének bizonyítéka, hogy a költészet történelme a következő évszázadokban nagyrészt a rivális családok közötti csatákról szól, sőt ez a rivalizálás elsősorban a Teika hamisítványok miatt alakult ki. Mikor a Reizei ág elveszítette a Hosokawa-birtokért folyó bírosági pert, amit Tameie Tameszukéra akart hagyni, elrendelték, hogy Tameie és Teika örökölt, értékes kéziratait és dokumentumait átadják a Nidzsóknak. Külsőleg teljesítették ezt a kérést, de néhány eredeti írás, amelynek létezéséről tudott Nidzsó hamisítványokat tartalmazott és Nidzsónak nem volt más választása, mint elfogadni. Megtorlásképp Nidzsó számos hamisítványt készíttetett, hogy kielégítse igényeit.
Miután a Reizeiek felemelkedtek Reizei Tamehide vezetése alatt (Teika dédunokája, 1302?-1372) hanyatlás, majd következetes felemelkedés várt rájuk. A Nidzsók szerencséjére Tamehide fia, Iametuni buddhista szerzetes lett. Azonban a Nidzsók is elszenvedték a saját kudarcukat, a pazarló Nidzsó no Tamesige (1325-1385) ígéretes fia Nidzsó no Tameto (1341-1381) egy bandita által fiatalon vesztette életét. 
Egy további katasztrófa miatt Nidzsó no Tameto fia, Nidzsó no Tamemigi is egy útonálló áldozata lett 1399-ben és ez véget vetett a Nidzsók szervezett erejének. Tamehide unokája Tamemasza (1361-1417) vezetése alatt a Reizeiek átmeneti győzelmet értek el Sótecuban. Ironikus, hogy az egykor liberális Reizeiek a Meidzsi-éra alatt és után a szélsőséges-konzervatívokhoz, a palotai iskolához tartoztak.

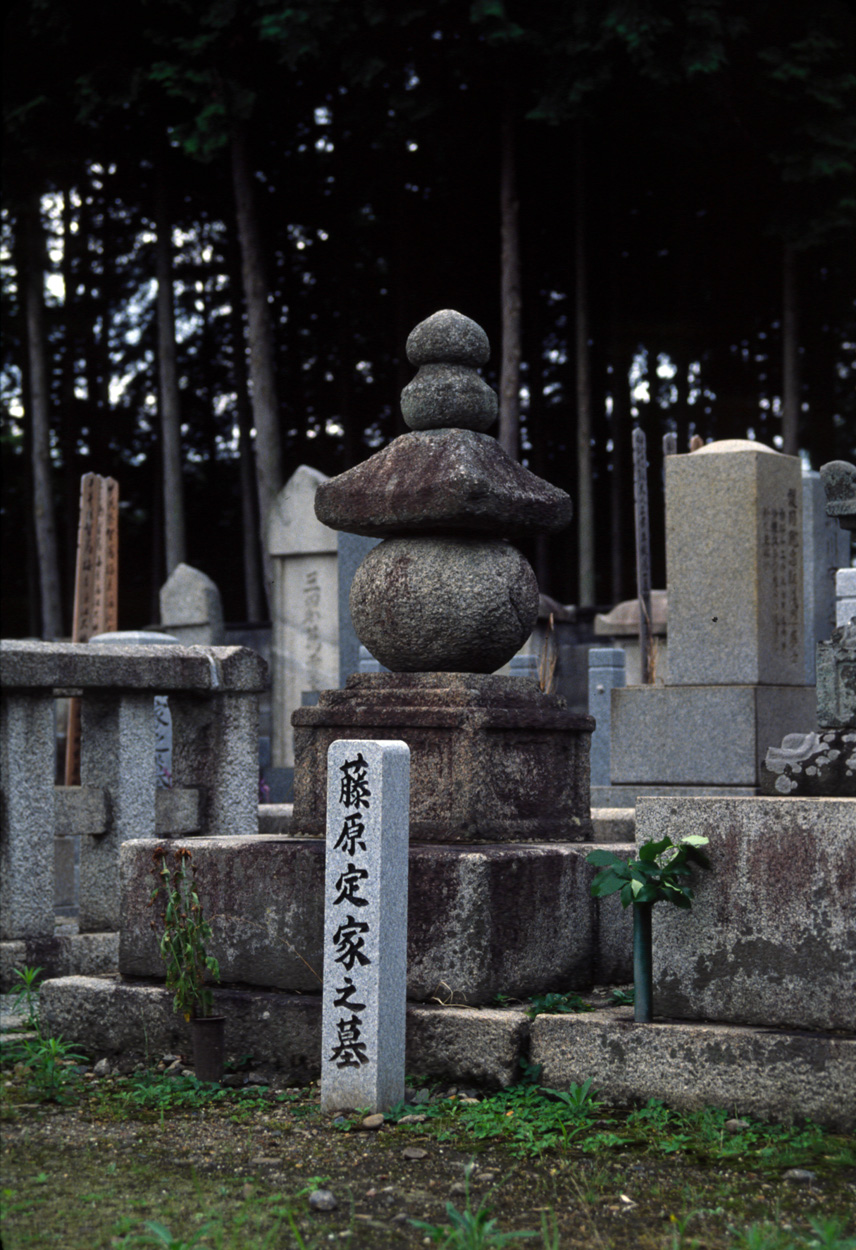
Teika síremléke.

## Költészeti teljesítmények
|  | „A költészet eme művészetében, azoktól, akik rosszul beszélnek Teikáról meg kell tagadni az istenek és a buddhák védelmét és a pokol büntetésével el kell ítélni őket.”- Sótecu” |
|  | |

Teika választotta ki a munkákat a Ogura Hjakunin Issú-hoz, ami egy száz verset tartalmazó gyűjtemény száz költőtől. Teikának ezt a verseskötetét később vaka elméleti könyvnek tekintették, melyben le van írva a vaka minden ideális fajtája és összes technikája. Vitatkoztak a stílusáról és, hogy konzervatívnak, vagy liberálisnak tekinthető-e. Ő maga felosztotta utódai ellentétes iskolákra és klánokra, mint például a Nidzsó, Kjógoku vagy a Reizei. Teika számos kéziratot készített japán klasszikusokról, beleértve olyan „fordulópontként” tekinthető  irodalmi műveket, mint a Gendzsi no monogatari, The Tales of the Ise és a Kokinsú antológia. Akkoriban az ősi japán kiejtés kiveszőben volt, vagy nagyon nehéz volt megérteni, a kana helyesírása (ortográfiája) nem volt egyértelmű, zavaros és bizonytalan volt. 
Teika kutatást végzett az ősi dokumentumok között és sikerét rekonstruálnia a kana régi értelmezési rendszerét és ezután kifejlesztett egy szisztematikus ortográfiát, amit a modern Meidzsi időszakig használtak. Ezután alkalmazta új rendszerét a kéziratokra, amik híresek voltak pontosságukról és jó minőségükről, és elnevezte őket Teika bonnak (Teika szövegek). Ezt a módszerét használva Teika képes volt dokumentálni a régebbi vaka pontos kiejtését, mint például a Kokin Vakasú. A kéziratait nagyra becsülték, főleg a kalligráfia határozott és merész stílusú használata miatt. A 2009-ben megjelent „Kazuraki SPN” betűtípus, Fudzsivara no Teika kézírásának alapján készült.
|  | „Úgy is emlékeznek Teikára, ahogyan apjára is, mint egy újítóra. A Britt Enciklopédiából idézve: Teika teljesen új módszerekkel foglalkozott a hagyományos nyelvrendszerrel, ami azt mutatja, hogy a Sunzeitől örökölt „régi előadásmód, új kezelés” (kotoba furuku, kokoro atarashi) helyet nyújt új kísérleteknek, valamint biztosítja a múlt klasszikus nyelvének és stílusának megőrzését.” |
|  | |

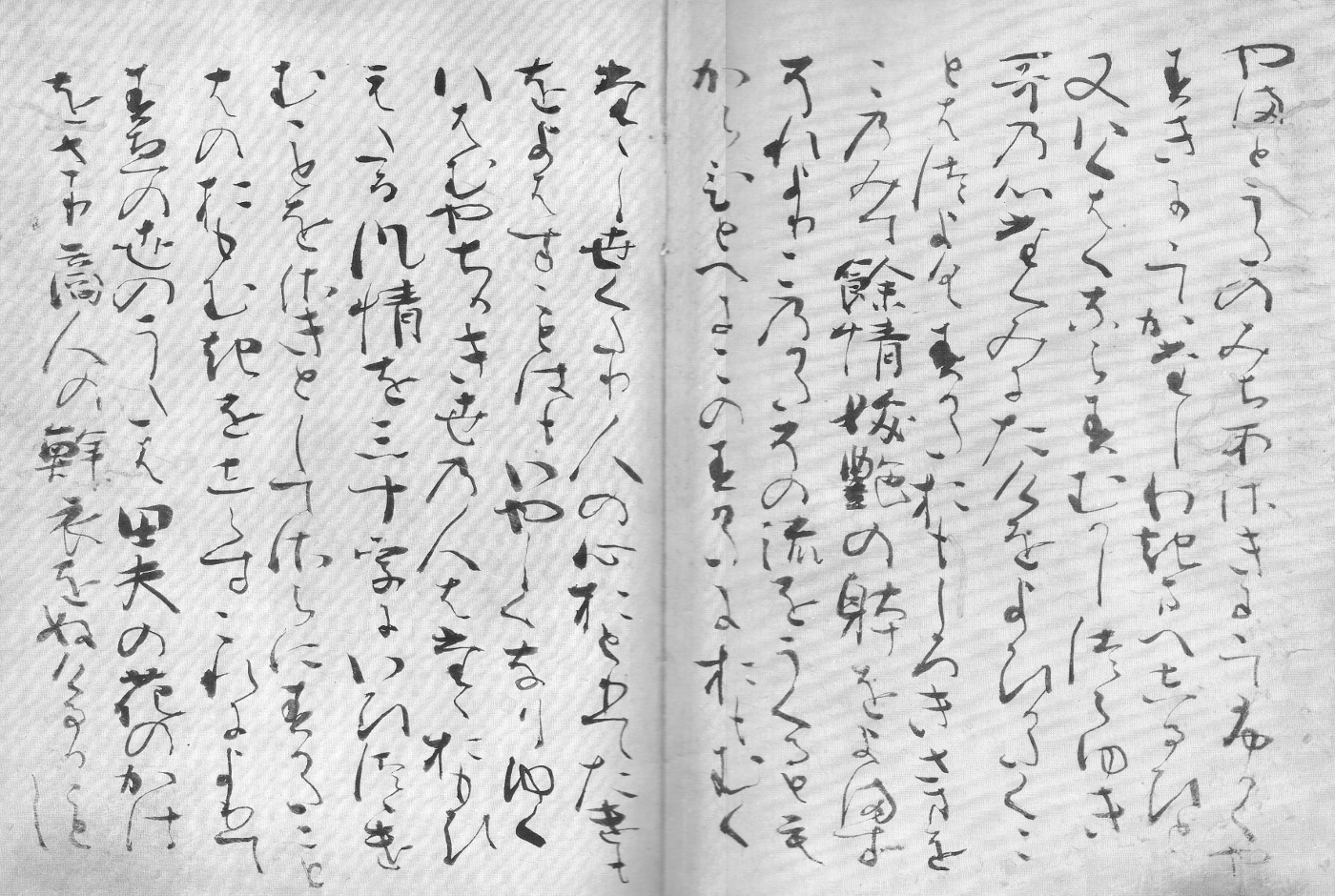
Teika egyik kézírása „Felsőbbrendű versek a mi korunkban", mutatja, hogyan használja a kalligráfiát.

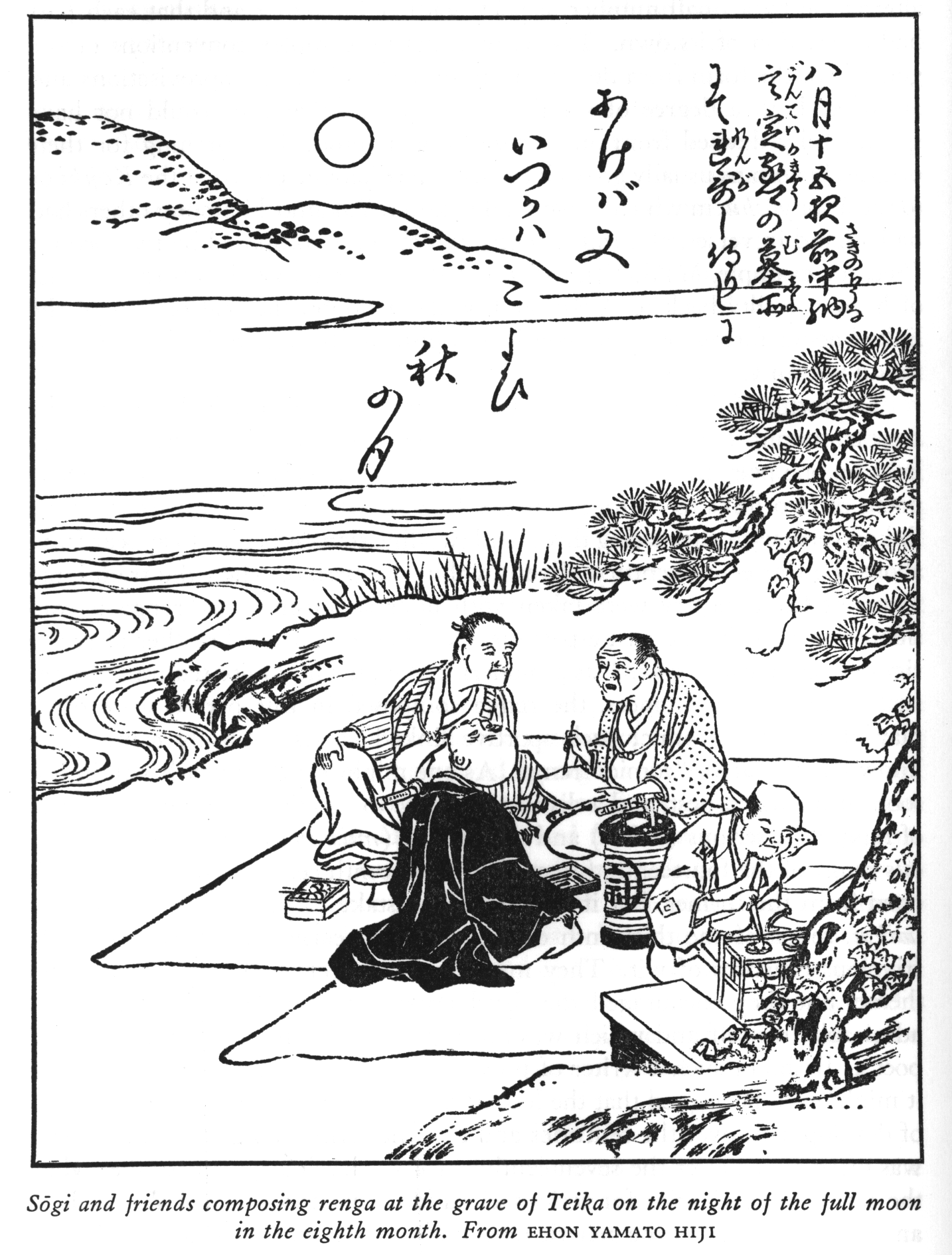
Szógi és barátai Teika tiszteletére egy költészetről szóló beszélgetést tartanak a sírjánál.

A „régi előadásmód” kifejezés a Három Kollekcióból jön, mégpedig a Kokinsú, a Goszen Vakasú és a Sui Vakasúból. Semmiképpen sem régebbi kötetekből, mint ez a három, mert például a Mandzsúsi “régi stílusa” túl öregnek számított. Teika ezt írta a Maigecusójába, hogy a legjobb versek spontánok, eredetiek, de mindazonáltal tradicionálisak:
|  | „De egy ilyen fogalom elég téves. Ha minden ilyen verset kiválónak neveznénk, akkor az összes költemény, amit írunk, jó lehetne. Nem, először is a feltalálás erejét kell felszabadítani, kitalálni és leírni végtelen lehetőségeket újra és újra. Amíg egyszer csak hirtelen, spontán a leírt sorok közül talán kiemelkedik egy költemény, amiben a témának a megközelítése különbözik a megszokottól, egy vers, ami a többi felett áll. Ez egy teljes költői érzés, magasztos hanglejtéssel, ügyesen, a szavak felett és azokon is túlmutató rezonanciával. Rendkívül méltóságteljes, megfogalmazásban egyedi, mégis sima és előkelő. Érdekes atmoszférával elborított, mégis tiszta. Gazdagon felidézi az érzelmeket, nem feszültek és idegesek, hanem a képek helyes alkalmazásától érzékeny.” |
|  | |

Egy ilyen vers nem írható tudatos erőfeszítéssel, csak akkor ha egy személy kitartóan, folyamatosan szüntelenül dolgozik, csak és csak is akkor lehet hogy spontán életet ad egy ilyen műnek.
A következő mű példa arra, hogy használta Teika a klasszikus és régi képeket (mint például Takaszago és Onoe a cseresznye- és fenyőfái) egy friss módon:
| Japán                                                      | Magyaros átírás                                                              | Magyar fordítás |
| 高砂の 松とみやこに ことづてよ をのへのさくら いまさかり也 | Takaszago no Macu to mijako ni Kotozute jo Onoe no szakura Ima szakari nari. | Mondja el a fővárosban: Hogy olyanok, mint az állhatatos fenyőfák Takaszago homokján Míg Onoénál a dombokon lévő cseresznyefák Még várják virágzásuk teljességét. |
|                                                            |                                                                              | |

Versei figyelemre meltóak voltak eleganciájuk miatt és gyakran érezhető volt bennük Teika ideáljai korábbi és későbbi munkájában is. (Teika meglehetősen megváltoztatta személyes hitét a 40-es éveiben, Sunzei halála után, és leegyszerűsítette írásai stílusát.) A joen stílus egyik a tíz ortodox stílus közül, amit Teika meghatározott és védett a költői kritikáiban, olyan másik stílusok mellett, mint például az onihisigitei („démon-elnyomó erő”) stílus, a sabi vagy „magányosság” stílus, a jugen stílus „rejtély és mélység”. A joen stílus foglalkozott az éteri gyönyörűséggel, aztán jött az usin („mély érzelmek” vagy „érzelmek meggyőződése”). Ez a váltás a stíluban joenról ushinra azért volt, hogy elérjenek egy makatot vagy teljességet. Teika néha úgy utalt a célra, mint az usinra, ami kicsit félreérthető, mivel a tíz stílus egyikének is ez a neve. A joen volt korának legkiemelkedőbb stílusa Teikának köszönhetően. A stílust először Fudzsivara no Mototosi mutatta be az 1150-es években, de kevés sikerrel.
Évekkel később a szimbolisták csodálták, a nyelv használatát, ahogy az atmoszférát megidézi rövid verseiben a joen stílus segítségével. Egy tökéletes példa erre (amit később a Birodalmi Gyűjteménybe is beválasztottak) az alább olvasható vers:
| Japán                                                        | Magyaros átírás                                                             | Magyar fordítás |
| 駒とめて 袖うちはらふ かげもなし 佐野のわたりの 雪の夕暮     | Koma tomete Szode ucsiharau Kage mo nasi Sano no watari no Juki no júgure.  | Nincs sehol menedék, Ahol pihenni tudna az én fáradt lovam És az ecsettől megterhelt ujjaimat: Szomorú dolgokat és a mezőket Szétteríti az alkonyattal a hóban. |
|                                                              |                                                                             | |
| こぬ人を まつほの浦の 夕なぎに 焼くやもしほの 身もこがれつつ | Konu hito o Macuho no ura no Junagi ni Jaku Ja mosio no Mi mo kogare cucu.  | Mint ahogy a sós hínár Ég az esti nyugalomban Macuó partján Egész lényem úgy lángol Várva őt, aki nem jön el.                                                   |
|                                                              |                                                                             | |
| しかばかり 契りし中も かはりける 此世に人を たのみけるかな   | Sika bakari Ccigirisi naka mo Kavarikeru Kono jo ni hito o Tanomikeru kana. | Olyan erősek voltak Az ígéreteink, most közöttünk Mégis minden megváltozott Ebben a világban, akibe Belefektettem minden bizalmamat                             |

## Fordítás
- Ez a szócikk részben vagy egészben  a   Fujiwara no Teika című angol Wikipédia-szócikk ezen változatának fordításán alapul.  Az eredeti cikk szerkesztőit annak laptörténete sorolja fel. Ez a jelzés csupán a megfogalmazás eredetét és a szerzői jogokat jelzi, nem szolgál a cikkben szereplő információk forrásmegjelöléseként.